# Guillermo Lousteau Heguy
Guillermo Lousteau Heguy (Buenos Aires, Argentina, 11 de septiembre de 1934) es un académico argentino, educado en el Liceo Naval Militar Guillermo Brown. Es abogado y doctor en Derecho por la Universidad de Buenos Aires y licenciado en Filosofía de la misma Universidad. Guillermo Lousteau Heguy, fue secretario de Turismo entre 1980 y 1982 durante el gobierno autodenominado Proceso de Reorganización Nacional. Es presidente del Interamerican Institute for Democracy, con sede en Miami, Estados Unidos. Este organismo representa a "la derecha más conservadora, que ha servido de sostén a las luchas apuntaladas desde el norte contra toda expresión popular, progresista o de izquierda en la región, apoyando incluso, con acciones intelectuales y políticas, golpes como el ocurrido en Bolivia contra Evo Morales." Actualmente vive en Miami. Es padre de Martín, exministro de Economía de Argentina por pocos meses, exnovio de algunas actrices argentinas con las que protagonizó sonoros escándalos, ex Embajador en Estados Unidos del macrismo, por gestiones realizadas por padre, actual senador nacional. Su hija, María, es Defensora Oficial en el Ministerio Público de la Ciudad de Buenos Aires.
Ha desarrollado actividades en el campo empresario (Turismo), y político. Director de Austral Líneas Aéreas, y director general de Penitentes, para el desarrollo de centros de esquí (Chapelco, Penitentes). Fue Presidente de la Cámara Argentina de Turismo y de la Cámara de Comercio Argentino-Uruguaya.
Secretario General de Cultos, del Ministerio de Relaciones Exteriores y Culto de la República Argentina (1961/62) y Secretario de Turismo durante la dictadura genocida (1980/82).
Actualmente se especializa de forma independiente, sin sede pero con mucho dinero de origen incierto a su disposición, en América Latina, y en Filosofía y Teoría Política, en su propio domicilio.
Columnista de Diario Las Américas, de Miami, Estados Unidos de América; y ha publicado numerosos artículos en revistas académicas y diarios como Miami Herald de Miami, Estados Unidos de América; La Nación y Clarín, de Buenos Aires.
En diciembre de 2008 se sancionó la ley 26.475, que dispuso la extinción de los beneficios especiales de quienes usurparon cargos en organismos centralizados y descentralizados de la administración pública nacional durante el último gobierno militar. En 2010, por una investigación realizada por dos fiscales de la Unidad Fiscal de delitos relativos a la Seguridad Social (Ufises) solicitaron al Ministerio de Trabajo que se le revoque este privilegio a diversos exfuncionarios entre los que se encuentra Guillermo Lousteau Heguy. Por una ley de la democracia, el Estado no le entrega dinero a quienes fueron cómplices como funcionarios del gobierno militar.

## Premios y reconocimientos
- Caballero de la Orden de Corpus Christi (Toledo, España), 1969
- Miembro titular del Instituto de Cultura Hispánica y Medalla al Mérito Turístico, 1971
- Miembro correspondiente de la Real Academia de Artes, Ciencias y Letras, 2014[cita requerida]

## Libros escritos
- Guillermo Lousteau Heguy. El pensamiento político hispanoamericano”, en varios tomos. Editorial Depalma.
- Guillermo Lousteau Heguy, en colaboración. La revolución argentina. Editorial Depalma.
- Guillermo Lousteau Heguy. Democracia y control de constitucionalidad. Editorial Dunken, varias ediciones.
- Guillermo Lousteau Heguy. The Philosophical Foundation of American Constitutionalism. Interamerican Institute for Democracy.
- Guillermo Lousteau Heguy. El affaire Galeano. Alexandria Library.
- Compilador-editor: Guillermo Lousteau Heguy. La democracia en América Latina. Interamerican Institute for Democracy.
- Guillermo Lousteau Heguy. El nuevo constitucionalismo latinoamericano. Interamerican Institute for Democracy.

- Guillermo Lousteau Heguy. Sociedades mayoritarias o sociedades por consenso. Interamerican Institute for Democracy.